# Ivan Budanović
Ivan Budanović je bio srbijanski nogometaš iz Subotice, rodom bački Hrvat. Bio je povremeni jugoslavenski reprezentativac. 
Igrao je u subotičkom Spartaku u prvoligaškoj sezoni 1972/73., kad je klub ispao iz prve lige. Suigrači su bili: Đorde Zaklanović, Ernest Kovačević, Mihály Gyóllai, Slobodan Bracanović, Čedomir Terzić, Božidar Gašić, Drago Jovičević, Miloš Cetina, Vinko Ilovac, Dušan Jurković, Mihály Jezsevics, Radivoj Radosav, Radivoj i Stevan Birovljev, Ivan Budanović, Slobodan Kustudić, Sead Sofić, Vladimir Ćulafić, Stevan Mrzić, Petar Gvozdenović, Živko Kojić, Ante Hameršmit i Imre Futó.